# Велтен, Лидевей
Лидевей Велтен (нидерл. Lidewij Welten, родилась 16 июля 1990 года в Эйндховене) — нидерландская хоккеистка на траве, нападающая клуба «Хертогенбос» и сборной Нидерландов. Трёхкратная олимпийская чемпионка (2008, 2012 и 2020), чемпионка мира 2014 и 2018 годов, четырёхкратная Европы, победительница Трофея чемпионов 2011 и 2018 годов.

## Спортивная карьера
Воспитанница клуба ХОД, выступает за клуб «Хертогенбос». Выступала за молодёжную сборную Нидерландов, дебютировала 7 апреля 2008 года в матче против Германии (вызвана 30 января 2008 года первый раз на сборы). Участвовала в Олимпиадах в Пекине и Лондоне, оба раза одержала победу (в Рио-де-Жанейро стала серебряным призёром). Выиграла дважды чемпионат мира, дважды Трофей чемпионов и четырежды чемпионат Европы. За победу на Олимпиаде награждена орденом Оранских-Нассау в 2012 году.